# Солянка (река, впадает в Волгоградское водохранилище)
Солянка — река в Николаевском районе Волгоградской области России. Устье реки находится в 4,2 км от устья по левому берегу Торгунского залива Волгоградского водохранилища. Длина реки составляет 19 км, площадь водосборного бассейна — 505 км².
В 1,4 км от устья справа впадают реки Базарная Солянка и Рыбная Солянка.
Солянка начинается в 10 км севернее хутора Красный Мелиоратор. Течёт в балке Солянка на северо-восток. На большей части русла река пересыхащая. В среднем течении находится населённый пункт Таловка.

## Данные водного реестра
По данным государственного водного реестра России относится к Нижневолжскому бассейновому округу, водохозяйственный участок реки — Волга от Саратовского гидроузла до Волгоградского гидроузла, без рек Большой Иргиз, Большой Караман, Терешка, Еруслан, Торгун. Речной бассейн реки — Волга от верхнего Куйбышевского водохранилища до впадения в Каспий.
Код объекта в государственном водном реестре — 11010002212112100011302.